# Овташен (Араратская область)
Овташен (арм. Հովտաշեն) — село в Араратской области Армении. Основано в 1831 году.

## География
Село расположено в западной части марза, на левом берегу реки Раздан, на расстоянии 11 километров к северо-западу от города Арташат, административного центра области. Абсолютная высота — 825 метров над уровнем моря.
Климат
Климат характеризуется как семиаридный (BSk в классификации климатов Кёппена). Среднегодовая температура воздуха составляет 12,7 °C. Средняя температура самого холодного месяца (января) составляет −2,6 °С, самого жаркого месяца (июля) — 26,4 °С. Расчётная многолетняя норма атмосферных осадков — 280 мм. Наибольшее количество осадков выпадает в мае (47 мм).

## Население
| Год переписи | Население          | Население          | Население          | Население            | Население            | Население            |
| Год переписи | Наличное население | Наличное население | Наличное население | Постоянное население | Постоянное население | Постоянное население |
| Год переписи | Всего              | Мужчины            | Женщины            | Всего                | Мужчины              | Женщины              |
| ------------ | ------------------ | ------------------ | ------------------ | -------------------- | -------------------- | -------------------- |
| 2001         | 1142               | 556                | 586                | 1202                 | 590                  | 612                  |
| 2011         | 970                | 479                | 491                | 1034                 | 510                  | 524                  |